# Леньче
Леньче (пол. Leńcze) — село в Польщі, у гміні Кальварія-Зебжидовська Вадовицького повіту Малопольського воєводства.
Населення — 1446 осіб (2011).

## Історія
У 1975—1998 роках село належало до Бельського воєводства, підпорядковувалося районній адміністрації у Вадовицях.

## Демографія
Демографічна структура станом на 31 березня 2011 року:
|          | Загалом | Допрацездатний вік | Працездатний вік | Постпрацездатний вік |
| -------- | ------- | ------------------ | ---------------- | -------------------- |
| Чоловіки | 715     | 131                | 509              | 75                   |
| Жінки    | 731     | 155                | 430              | 146                  |
| Разом    | 1446    | 286                | 939              | 221                  |